# 曹鑾
曹銮，全州人。清朝政治人物、進士出身。
雍正五年，登丁未进士，雍正十二年，擔任晉江縣知縣，為官明达果决。雍正十三年，署惠安县知縣，继任南安县知縣，均有惠政。